# Adiantum decorum
Adiantum decorum là một loài dương xỉ trong họ Pteridaceae. Loài này được Moore mô tả khoa học đầu tiên năm 1869.